# Patto d'amore
Patto d'amore (Permission) è un film del 2017 diretto da Brian Crano.
La pellicola è stata presentata in anteprima al Tribeca Film Festival il 22 aprile 2017 .

## Trama
Anna e Will vivono felicemente il loro rapporto che dura dai tempi del liceo. Lui sta ultimando i lavori della casa che verosimilmente dovrà ospitarli una volta che si saranno sposati.
Alla cena di compleanno per i 30 anni di Anna è presente anche la coppia formata dal fratello di lei, Hale, e dal più grande amico nonché collega di lavoro di lui, Reece. Quest'ultimo, un po' brillo, a un certo punto sottolinea il fatto che Anna e Will sono una coppia stupenda ma, nei fatti, nessuno dei due ha mai conosciuto carnalmente un'altra persona, per cui suggerisce ai due di fare un po' di "esperimenti" prima del matrimonio.
Quella proposta, che poi Reece da sobrio ritirerà scusandosi, fa in effetti riflettere i due che, seppure sempre innamoratissimi, a letto forse non sono così affiatati. Ma questo non si può sapere non avendo un riscontro.
I dubbi li ha soprattutto Will, su se stesso. Per cui, pur con grande sofferenza, è lui a spingere Anna a cercare un partner occasionale. Lei, superate le proprie resistenze, non solo non fa alcuna fatica a trovare un uomo, ma quando lo individua in Dane trova una persona con la quale poter instaurare un buon rapporto, non solo dal punto di vista sessuale.
Con più fatica, anche Will cede ad una sua cliente che gli faceva delle avances, e trova forse delle conferme a qualche sua difficoltà.
Mentre anche la felice coppia di Hale e Reece va in crisi, divisa sul tema della genitorialità, per Anna e Will, ad un passo dal matrimonio, si dissolve un legame che sembrava saldissimo.
Lui la ama come prima, ma lei, grazie al rischioso esperimento voluto proprio da lui, ha fatto chiarezza nei propri sentimenti, e non vuole più mentire ad una persona che ha amato profondamente, né a se stessa.